# Zenodoxus taiwanellus
Zenodoxus taiwanellus is een vlinder uit de familie van de wespvlinders (Sesiidae). De wetenschappelijke naam van de soort is voor het eerst geldig gepubliceerd in 1931 door Matsumura.